# پیپراستازین
پیپراستازین (Quide) یک پیش داروی ضدروان پریشی است که بیشتر برای اسکیزوفرنی استفاده می شود. این دارو مشتقی از فنوتیازین است.